# Amor Que Fica
"Amor Que Fica" é uma canção gravada pela dupla sertaneja brasileira Zezé Di Camargo & Luciano com a participação da cantora Ivete Sangalo, lançada em 2006 como segundo single extraído do álbum Diferente. O hit é uma mistura de sertanejo e axé com forró, sendo uma das canções mais executadas nas rádios no ano. A música foi ainda trilha sonora da minissérie Amazônia, de Galvez a Chico Mendes, exibida pela TV Globo.